# Håkon Eiriksson
Håkon Eiriksson, jarl de Lade et gouverneur de Norvège de 1028 à 1030, était le fils du jarl Éric Håkonsson, de la famille des jarls de Hladir, et de Gyða (Gyda), la sœur du roi Knut Ier (deux des enfants de Sven à la Barbe fourchue).

## Biographie
Né vers 998, il est le fils d'Éric Håkonsson, un influent jarl de Lade. Il rejoint son père en Angleterre où il jouit de la confiance du roi Knut. En 1018, ce dernier le nomme earl de Worcester. En 1028, après la fuite de Olaf II de Norvège, Knut le charge de gouverner la Norvège avec le titre de Jarl mais il meurt dès 1030 dans le Pentland Firth lors d'un naufrage pendant une traversée entre l'Angleterre et la Norvège. Son épouse Gunnhildr qui était également sa cousine et une autre nièce de Knut lui survécut. Il fut le dernier des jarls de Hladir. Sa veuve épouse en secondes noces en 1031 le Jarl Harald Thorkilsson (tué le 13 novembre 1042).
À la suite de sa disparition, Olaf Tryggvason en profite pour débarquer en Norvège avec le soutien suédois d'Harald Hardrada.

## Union et postérité
Håkon Eiriksson épouse une certaine Gunnhildr fille de Wyrtgeorn roi des Wendes et d'une sœur de Knut dont :
- Bodil Håkonsdatter, qui épouse le Jarl danois Ulf surnommé Galicienfahrer : parents du Jarl Thrugot Ulfson, père lui-même de Bodi Thrugotsdatterl, femme d'Erik Ier de Danemark et mère de Knud Lavard.